# Borussia (Studentenverbindung)
Borussia ist der Name von Studentenverbindungen, die sich Preußen verbunden fühlen.

## Verbindungen

### Corps
Kösener Corps
Borussia Berlin
Borussia Bonn
Borussia Breslau
Borussia Greifswald
Borussia Halle
Borussia Tübingen
Borussia-Polonia (susp.) →  Silesia Breslau zu Frankfurt (Oder)
Hasso-Borussia Freiburg
 Neoborussia-Berlin zu Bochum
Saxo-Borussia Heidelberg
Suevo-Borussia Berlin/Hamburg → Corps Guestphalia et Suevoborussia Marburg#Suevo-Borussia
Weinheimer Corps
Baltica-Borussia Danzig zu Bielefeld
Borussia Clausthal
Saxo-Borussia Berlin (susp.) → Alemannia Kiel
Saxo-Borussia Freiberg
Rudolstädter Corps
Palaio-Borussia zu Königsberg i. Pr. (1909–1930)
Erloschene Corps
Borussia I Berlin (1815–1816)
Marco-Borussia Berlin (1833–1835)
Hasso-Borussia Frankfurt am Main (1922–1935)
Saxo-Borussia Frankfurt am Main  (1921–1929)
Borussia Frankfurt (Oder) (1786–1808)
Borussia I Göttingen (1823–1831)
Saxo-Borussia Göttingen (1850–1851)
Borussia I Greifswald (1832–1834)
Borussia I Halle (1811–1813)
Borussia II Halle (1833–1835)
Borussia Karlsruhe (1856)
Sileso-Borussia Halle (1823–1827)
Neoborussia Halle
Borussia Königsberg
Neoborussia Leipzig (1822–1832)
Borussia Rostock (1882–1886)
Borussia Wien (1872–1873)

### Burschenschaften
Burschenschaft Borussia Wolfenbüttel
Burschenschaft Rheno-Borussia Berlin (heute: Corps Neoborussia Berlin zu Bochum)
Burschenschaft Borussia Hannover (heute: Hannoversche Burschenschaft Ghibellinia-Leipzig)

### Landsmannschaften
Preußen Berlin
Neoborussia Halle zu Freiburg
Hasso-Borussia Darmstadt
Borussia Mannheim
Hasso-Borussia Marburg
Borussia Stuttgart
Franco-Borussia Coburg

### Turnerschaften
Turnerschaft Rheno-Borussia Aachen
Turnerschaft Alemanno-Borussia Berlin
Turnerschaft Borussia Berlin (heute: Turnerschaft Alemanno-Borussia Berlin)
Turnerschaft Borussia Jena (1858–1935) im Vertreter-Convent

### Sängerschaften
Sängerschaft Borussia Berlin

### Katholische Verbindungen
KDStV Borusso-Saxonia Berlin im CV
KDStV Borusso-Westfalia Bonn im CV
KStV Franko-Borussia zu Breslau/Göttingen
KÖStV Borussia Wien im MKV
KStV Rheno-Borussia Bonn im KV
AV Borussia Tübingen → AV Guestfalia Tübingen im CV

### Schülerverbindungen
Pennälerverbindung Borussia Berlin, gegr. 1986

### Wehrschaften
Wehrschaft Borussia Berlin (heute: Corps Alemannia Kiel)
Wehrschaft Saxo-Borussia Berlin